# Alexander Aseledzhenko
Alexander Aseledzhenko (Rusia, 18 de octubre de 1973) es un atleta ruso retirado especializado en la prueba de triple salto, en la que consiguió ser medallista de bronce mundial en pista cubierta en 1997.

## Carrera deportiva
En el Campeonato Mundial de Atletismo en Pista Cubierta de 1997 ganó la medalla de bronce en el triple salto, con un salto de 17.22 metros que fue su mejor marca personal, tras los cubanos Yoel García (oro ocn 17.30 metros) y Aliecer Urrutia.